# Ildslukker
 Der er for få eller ingen kildehenvisninger i denne artikel, hvilket er et problem. Du kan hjælpe ved at angive troværdige kilder til de påstande, som fremføres i artiklen.

En ildslukker (også kaldet brandslukker eller hånd(ild)slukker) er en håndholdt beholder, som indeholder et materiale, som kan anvendes til brandslukning. Grundet størrelsen, er det mest effektiv mod små brande. Den består af en cylindrisk beholder, som anvender tryk til at presse indholdet ud gennem en ventil, hvor der i de fleste tilfælde er monteret en slange, som man retter mod det brændende emne.
Apparatet produceres med forskelligt indhold, der hver især har sine fordele mod den opståede brand. Derudover kommer de i forskellige størrelser. De mest almindelige slukningsmidler er pulver, vand og kuldioxid. Dog findes der også varianter, som producerer skum eller indeholder haloner.
Afhængigt af, hvad der er gået ild i, inddeler man branden i kategorierne A til F. På samme måde klassificerer man slukkerne efter, hvilken situation, de er egnede til at bekæmpe.

## Historie
Den først kendte ildslukker blev patenteret i England i 1723 af kemikeren Ambrose Godfrey. Denne model bestod af et fad med ildslukkervæske, som indeholdte et tinkammer af krudt. Dette var forbundet med et system af lunter, som blev antændt, og derved eksploderede krudtet, hvorefter væsken ville blive spredt. Denne udgave af ildslukkeren blev dog aldrig ret udbredt.
Den moderne ildslukker blev opfundet af britiske George William Manby i 1818. Den bestod af et kobberhylster fyldt med lidt over 13 liter kaliumkarbonat, som blev trykket sammen af komprimeret luft.
Man begyndte først at anvende kulsyre til ildslukkere fra 1866, hvor franskmanden Francois Carlier blandede vand med natriumbikarbonat og en syre, hvilket producerede drivmidlet kuldioxid. En lignende ildslukker blev patenteret i USA i 1881 af Almon M. Granger. Hans ildslukker brugte reaktionen mellem natriumkarbonatet og syren til at skyde vand imod ilden. En lille glasbeholder, som indeholdt den koncentrerede syre, var blevet nedsat i cylinderen.
Afhængigt af, hvilken slags ildslukker der var tale om, kunne glasbeholderen blive brudt på en af følgende to måder: Den ene brugte et stempel til at smadre glasset så syren, som skulle forårsage reaktionen, blev frigivet. Den anden derimod frigjorde en blyprop, som tidligere havde stoppet syre fra at slippe ud, så reaktionen kunne opstå. Lige så snart glasbeholderen blev brudt, opstod reaktionen mellem natriumet og syren, hvor kuldioxid blev dannet. Dette gjorde så, at vandet i beholderen kommer under et højt tryk, hvorved det blev tvunget ud gennem en dyse eller en slange.
Ildslukkeren, som anvendte skum til at slukke brande, blev opfundet i 1904 af russeren Aleksandr Loran. Dens funktionalitet og udseende mindede meget om den kulsyrebaserede ildslukker, men det inde i tanken var en smule anderledes. Ved at bruge natriumbikarbonat sammen med aluminiumsulfat, i stedet for den førnævnte syre, skabte man en reaktion, som ved blanding producerede et hvidt skum og kuldioxid.
Allerede i 1910 blev der opfundet en ny ildslukker, som brugte tetraklorkulstof. Ved slukning af ild fordampede denne væske og hæmmede de kemiske kædereaktioner i forbrændingen, så ilden ikke ville kunne overleve. Denne ildslukker blev der taget patent på et år efter i 1911.
Dette slukningsmiddel blev herefter også brugt i tetraklorkulstofs-granaten, som var en glaskuppel fyldt med dette stof. Den var beregnet til at skulle blive kastet ind i ilden, hvorved den splintredes og den kemiske reaktion mellem stofferne i granaten opstod, og branden blev bekæmpet.
Stoffet blev efter 40 års anvendelse trukket ud af markedet i 1950'ne, da giftstoffernes høje koncentration kunne forårsage skader på nervesystemet og på de indre organer.
Metylbromid blev anvendt som indhold fra 1920'erne og opnåede stor udbredelse i Europa. I 1940 opdagede man i Tyskland væsken bromklormetan, som blev anvendt til brandslukning i luftfartøjer. Dette var mere effektivt og lidt mindre skadeligt end tetraklorkulstof, og var i anvendelse frem til 1969. Der er tale om en gas, som opbevares under lavt tryk og hæmmer kædereaktionerne i brandudviklingen.
Dampen og forbrændingsbiprodukterne for alle de tidligt anvendte væsker var meget giftige, og kunne i visse tilfælde ligefrem medføre døden, hvis de blev brugt i snævre rum.
Kuldioxid til ildslukkere blev i USA anvendt første gang af Walter Kidde Company i 1924, som svar på Bell Telephones anmodning om en ildslukker med et ikke-elektrisk ledende materiale, til at slukke brande på telefoncentraler. Denne ildslukker bestod af en høj cylinder med knap 3,5 kg kuldioxid med et hjul til ventilen, og en vævet messing/bomuldsdækket slange, med et sammensat tragt-lignende horn som en dyse.

## Typer

### Pulver
Pulverslukkeren er en ildslukker, som udnytter princippet i brandtrekanten ved at holde elementerne "adskilt". Når reaktionen mellem varmen og det brandbare materiale ikke kan ske, vil ilden gå ud. Pulveret opbevares i slukkeren under tryk og kan ved udløsning presses ud gennem slangen ved hjælp af et drivmiddel.
Som slukningsmiddel kan det bruges i mange forskellige situationer. Ulempen er dog, at området skal rengøres efterfølgende, da pulveret i sagens natur ikke er brændbart.

### Vand
En vandslukker indeholder almindeligt vand til at slukke ilden med. Dette foregår ved, at vandet bruger energi (varme) til at ændre tilstandsform til gas. Hermed sænkes temperaturen i brandtrekanten og ilden begrænses.

### Kuldioxid
CO2-slukkeren (også kaldet kulsyreslukker) indeholder kuldioxid, som frigives mod ilden og opnår en dobbelt virkning: Gassen er kold, hvormed der angriber samme sted i brandtrekanten som vandslukkeren. Desuden vil gassen fortrænge den ilt, som er tilstede i ilden.
Denne type efterlader ikke noget spor efter sig, da gassen blot vil sive ud i omgivelserne. Dette er især en fordel ved sårbare elektroniske genstande.

### Skum
Skumslukkeren indeholder vand og skumvæske, som opblandes og danner skum ved mødet med luften, hvorefter det lægges som en "dyne" over ilden og forhindrer ilten i at trænge igennem. Hermed kvæler man branden.
Dens fordel frem for andre slukkertyper er, at den har en længere kastelængde.

## Brandklasser
Skemaet illustrer de enkelte brandklasser og kombinerer dem med de mest almindelige slukkertypers egnethed.
| Slukkertype | A   | B   | C   | D   | E   | F   |
| ----------- | --- | --- | --- | --- | --- | --- |
| Vand        | Ja  | Nej | Nej | Nej | Nej | Nej |
| Skum        | Ja  | Ja  | Nej | Nej | Nej | Nej |
| Pulver      | Ja  | Ja  | Ja  | Nej | Ja  | Nej |
| Kuldioxid   | Nej | Ja  | Ja  | Nej | Ja  | Nej |